# ダンボール授乳室
ダンボール授乳室（ダンボールじゅにゅうしつ）は、板野紙工が開発した、強化ダンボールで作られた授乳室である。授乳スペースがなくトイレなどで代用している施設からの相談を受けて防災用品として開発された。2019年には「第16回ひろしまグッドデザイン賞」を受賞している。
2023年9月に日本道路建設業協会と全国道の駅連絡会によって日本各地の道の駅に寄贈されたが、その安全性や衛生面への不安から議論となった。
寄せられた意見を元に改良が行われ、道の駅への設置が進んでいる。

## 構造
1コマ型、2コマ型、3コマ型の3種類が存在する。当初は鍵が存在しなかったが安全性が疑問視されたことを受け鍵をかけられるように改良されている。
重さは13kgから28kgであり組み立てが容易である。強化ダンボールを専用のプラスチックねじで固定する構造となっている。

## 道の駅への寄贈
国土交通省は道の駅の子育て応援施設の整備支援として道の駅のベビーコーナーの設置率を令和元年の4%から令和7年までに50%超にする目標を設定していた。2023年、これを受けて日本道路建設業協会は3年間で授乳室と授乳チェアの150セットを寄贈することを決め、6月より公募を開始、応募の中から初年度に寄贈する道の駅50駅を決定した。
9月13日、第一号として大分県の道の駅みえで贈呈式が行われた。

## 反応
9月19日に島根県の道の駅秋鹿なぎさ公園へのダンボール授乳室の設置が報道されるとSNS上で「授乳中だと逃げられないから怖い」「衛生面でもプライバシー面でも不安」「上の子と一緒に入ったら、すぐいなくなりそう」などの批判が相次いだ。
9月21日、日本道路建設業協会はJ-CASTニュースの取材で、「行政機関などにも納品実績がある中で、不具合などの連絡も一切ないということも聞いていますので増設となりました」「貴重なご意見として、我々も真摯に承って、今後いろいろな対応に向けて検討していきたいと考えております」などと回答した。
10月2日、メーカーの板野紙工は、公式サイト上で扉と鍵の設置、在室表示などの改良案を発表した。

### 道の駅の反応
道の駅秋鹿なぎさ公園は利用者からの不安の声を受け、天井に半透明の覆いをかぶせる、利用前にスタッフに声をかけてもらい目を配るようにするなどの対応を行った。
10月に町内の道の駅に授乳室の寄付を受ける島根県の川本町は、安全面を不安視する声を受けてダンボール授乳室の使用を見送ることを決定した。

### 著名人の反応
島根県知事の丸山達也は9月28日の記者会見で、SNS上での批判について「色々問題はあったと思いますが、100点じゃないから供用すべきじゃないっていうのは間違った考え方です。」「50点のものでも良いから使いたいという人がおられるかどうかですよ。これでも良いから使いますって人がおられるなら供用し続ければいいと思いますよ。」などとダンボール授乳室を肯定する意見を表明した。
元大阪市長の橋下徹は9月25日、テレビ番組で「鍵など改善しながら、ある方がましだということで広げていくべき」などとコメントした。
作家の倉田真由美は、9月26日にXを更新し「助かる！という人も多いのでは？」「赤ちゃんは『我慢』はできない」と意見を表明した。